# Stanisław Lubomirski (1722-1782)
Il principe Stanisław Lubomirski (Łańcut, 25 dicembre 1722 – Łańcut, 12 agosto 1782) è stato un politico e nobile polacco.

## Biografia

### Infanzia

Lo stemma dei Lubomirski.

Stanislaw era il figlio minore del principe Jòzef Lubomirski e della sua seconda moglie, la contessina Teresa Mniszech; Stanislaw apparteneva ad una delle famiglie principali della szlachta, cioè l'alta nobiltà polacca, quella principesca dei Lubomirski.

### Studi

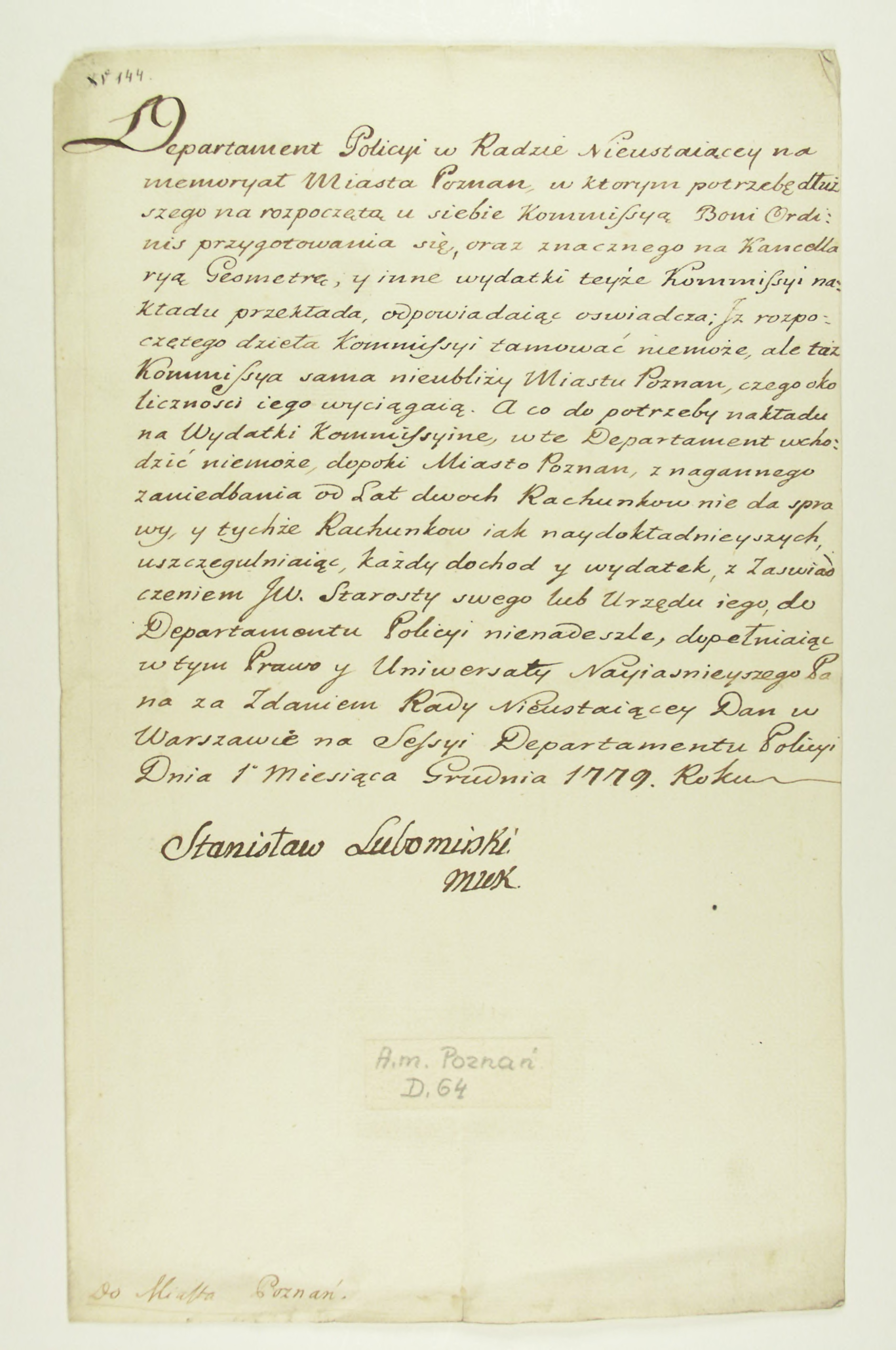
Alcuni scritti di Stanislaw

Come molti giovani aristocratici polacchi del suo tempo, Lubomirski ebbe un'educazione piuttosto misera, ma essendo personalmente attratto dallo studio, compì un lungo viaggio di studi per i paesi europei: visitò Germania, Francia, Inghilterra e Italia, successivamente si laureò in teologia all'Università di Gottinga e in storia in quella di Cracovia.
Lubomirski nei suoi anni di giovinezza si dedicò allo studio intensivo della storia e della letteratura, scrivendo egli stesso talvolta qualche componimento poetico basato sulla tradizione slava e soprattutto polacca, ma egli fu molto ammirato per la sua intensa attività di mecenatismo, soprattutto nelle lettere, non solo verso artisti polacchi ma anche europei: scambiò lettere con Voltaire e Diderot, guadagnandosi la fama di rivale di Caterina II di Russia; inoltre protesse per molti anni esponenti dell'illuminismo polacco.

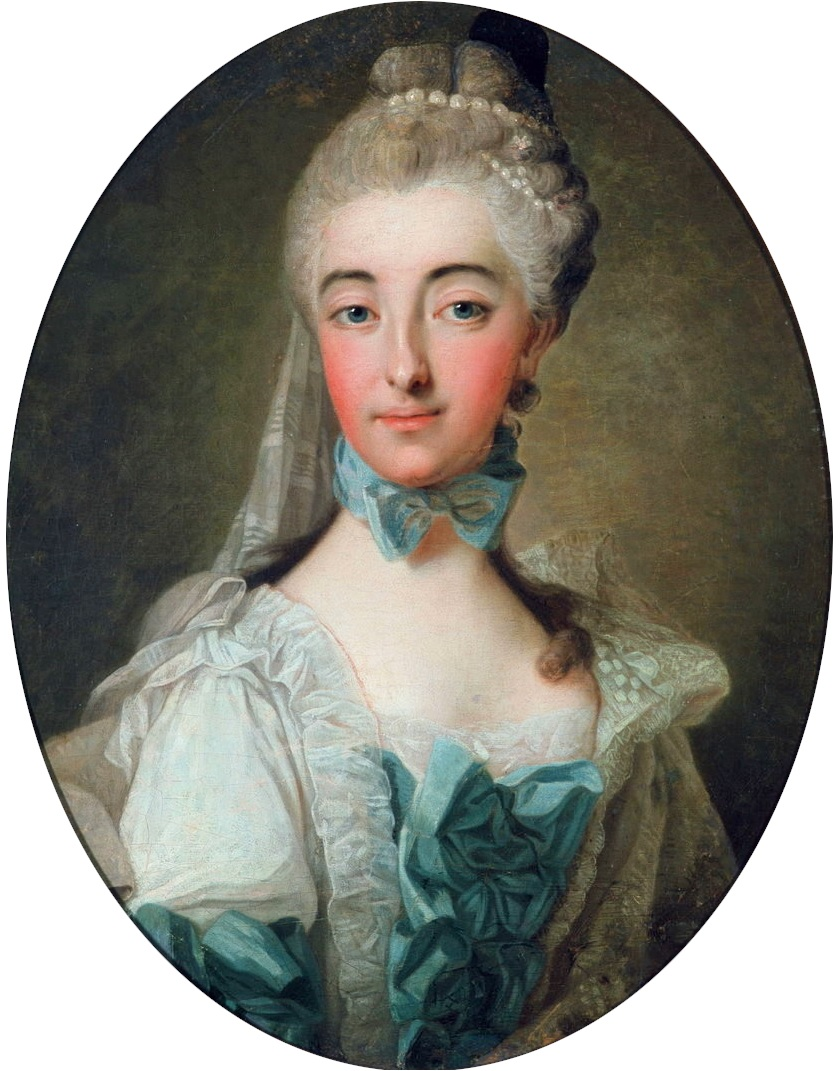
Ritratto di Elżbieta Czartoryska di Alexander Roslin, c. 1767

### Matrimonio
Il 9 giugno 1753 sposò la principessa diciassettenne Elźbieta Czartoriska (1736-1816), figlia di August Aleksander Czartoriski e di Maria Zofia Seniawska. Ebbero quattro figlie: l'ultimogenita, Julia Lubomirska, sposò il romanziere Jan Potocki, mentre la seconda, Aleksandra Lubomirska, sposò Stanisław Kostka Potocki.

### Carriera politica

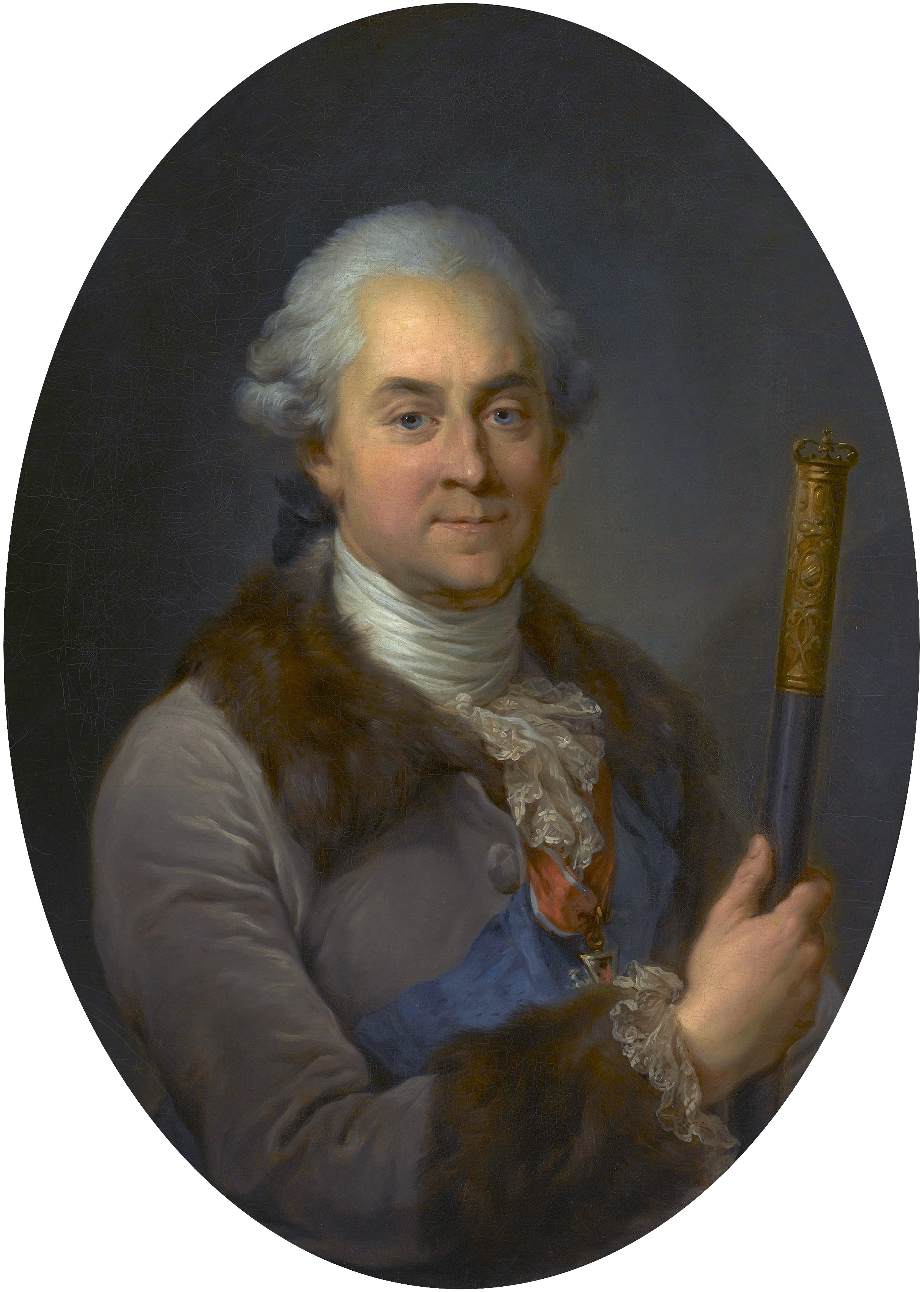
Il principe Stanisław Lubomirski ritratto da Marcello Bacciarelli nel 1780 circa. Oggi questo dipinto è conservato nel Palazzo di Wilanów

Lubomirski svolse un'intensa attività politica: cavaliere dell'Ordine dell'aquila bianca già nel 1757, fu nominato nel 1752 grande guardiano della corona e più tardi grande maresciallo della corona e castellano di Przeworski, Wiśnicz e Łańcut. Amico del Poniatowski, appoggiò il partito russofilo contro quello sassone, ma quando i russi tentarono di governare la Polonia, Lubomirski si oppose strenuamente; per i suoi meriti fu nominato dal re senatore del regno, carica che mantenne fino alla morte. Nonostante ciò, durante le numerose guerre per la spartizione della Polonia Lubomirski conservò una posizione di neutralità, ospitando però gli esuli polacchi nei suoi palazzi di Vienna e Leopoli; tra questi c'era un suo cugino di secondo grado da parte di madre, il principe Michał Hieronim Radzwiłł, discreto poeta del quale era allo stesso tempo amico e mecenate e che ospitò negli ultimi anni della sua vita da esule.

### Morte

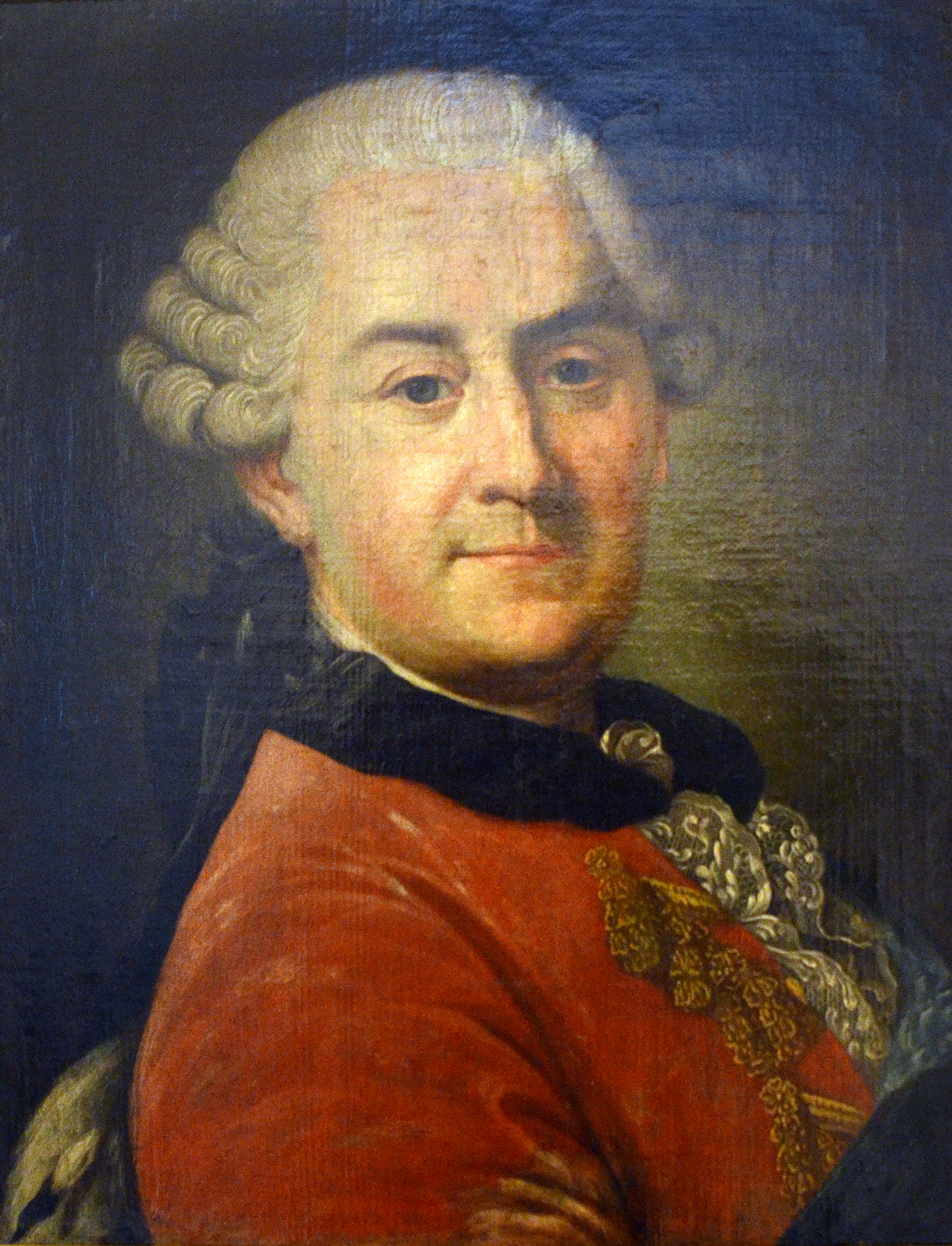
Lubomirski in un ritratto del XVIII secolo

Lubomirski morì il 12 agosto 1782 a Łańcut.

## Discendenza
Stanisław Lubomirski e Elźbieta Czartoriska ebbero quattro figlie:
- Izabela Potocka (1755-1783): sposò Ignacy Potocki, ebbero una figlia;
- Aleksandra (1760-1831): moglie di Stanisław Kostka Potocki, ebbero un figlio;
- Konstancja (1761-1840): sposò Seweryn Rzewuski, ebbero due figli;
- Julia (1766-1794), moglie di Jan Potocki, ebbero due figli.